# Ilemodes isogyna
Ilemodes isogyna är en fjärilsart som beskrevs av Jean Romieux 1935. Ilemodes isogyna ingår i släktet Ilemodes och familjen björnspinnare. Inga underarter finns listade i Catalogue of Life.